# Mayuki Ito
Mayuki Ito (jap. 伊藤 舞雪 Ito Mayuki; ur. 30 listopada 1997 w prefekturze Kanagawa) – japońska aktorka AV grająca w filmach dla dorosłych i ekskluzywna modelka „Koakuma ageha”. Należy do New Actor Experience (NAX), jest także ekskluzywną aktorką producenta filmów dorosłych „kawaii*”.

## Życiorys
Około trzech miesiące przed jej debiutem w branży AV, opublikowany został seksowny obraz wideo z jej udziałem. Był on częścią popularnej serii „AV未満”.
W marcu 2018 roku, w wieku 20 lat, zadebiutowała jako ekskluzywna aktorka kawaii* pod hasłem „idealnej talii” w filmie „大型新人! W54cm圧倒的くびれと奇跡の天然Fカップ 伊藤舞雪 kawaii*専属デビュ→”. Natomiast w grudniu wydana została jej pierwsza praca VR „伊藤舞雪の国宝級おっぱいを至近距離で揉みまくり!2次元ボディを体感する超密着いちゃいちゃSEX”.
W marcu 2019 roku była nominowana do nagrody FANZA Adult Award 2019 dla najlepszej nowej aktorki. 20 marca została wydana jej pierwsza fotoksiążka „神秘”. W maju ukazał się drugi tytuł VR z udziałem Mayuki „裏オプおっパブスペシャル”. Jest to jej druga praca VR po pewnym czasie. Podczas wywiadu wyjawiła, że jej pierwsza sesja VR była niezwykle trudna i przez jakiś czas całkowicie odrzucała oferty pracy przy wirtualnej rzeczywistości. Jednak po otrzymaniu oferty od reżysera Koaly Taro (Wa), który zainteresował ją treścią, zdecydowała się ponownie spróbować. Dzięki tej pracy zyskała później miano „Królowej VR Reiwy”.
W kwietniu 2020 roku została wybrana dziewczyną kampanii „Haru no pantsu matsuri 2020” (春のパンツまつり2020). W tym samym miesiącu została także dziewczyną kampanii „GOLDEN WEEK 大感謝祭2020”. A w październiku pojawiła się po raz pierwszy w programie rozrywkowym ABEMA Takaaki Ishibashi Premium jako królowa.

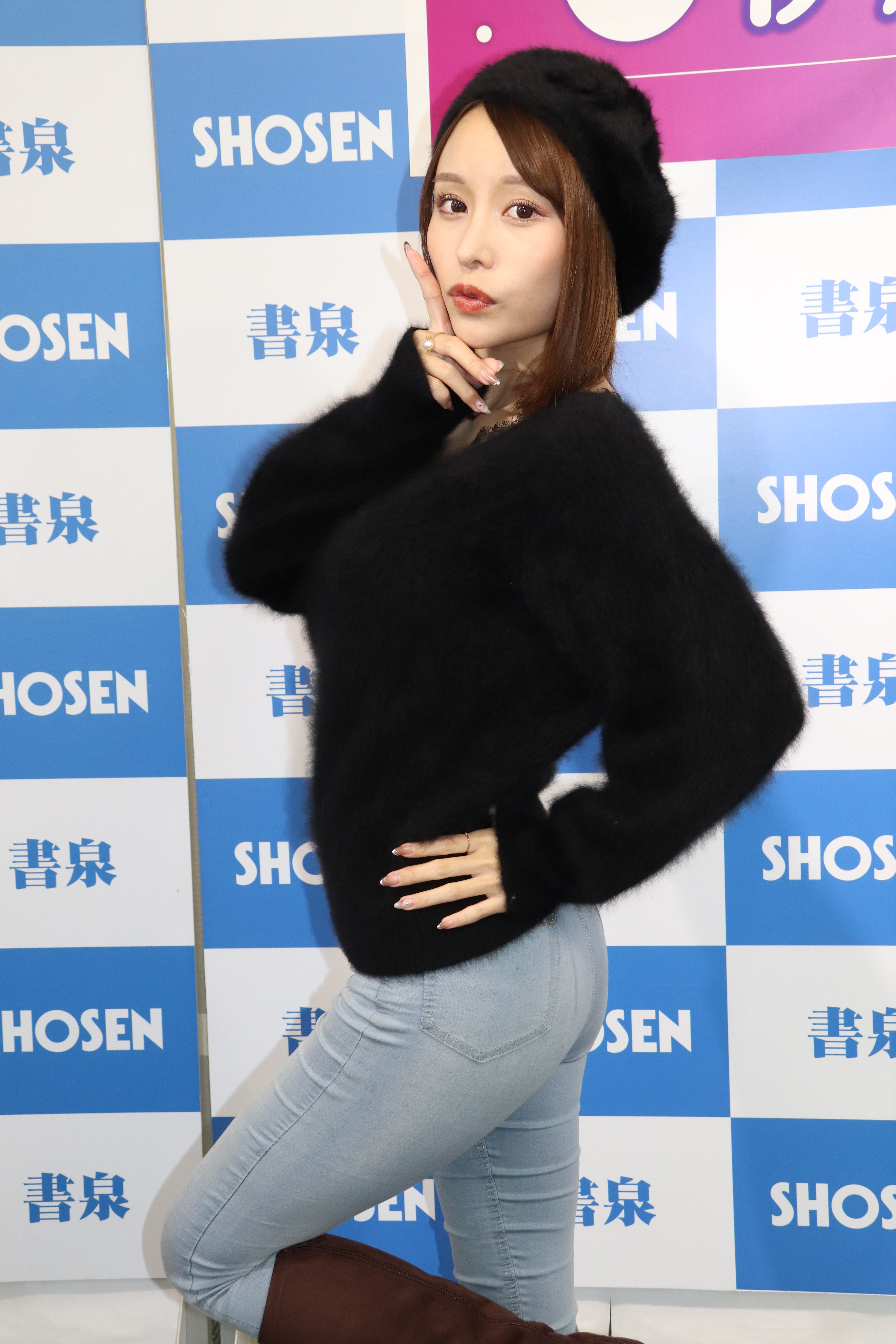
Zdjęcie wykonane w 2021 roku podczas eventu w Shosen Grande w Tokio

W marcu 2021 roku została ponownie wybrana na dziewczynę kampanii „Haru no pantsu matsuri 2021” (春のパンツまつり2021). W kwietniu wystartowała audycja radiowa „伊藤舞雪のらじきち♡” prowadzona przez Mayuki. Audycja była prowadzona raz w miesiącu i dobiegła końca w sierpniu 2023 roku. W maju rozpoczęła współpracę z producentem odzieży MNKM. A od połowy maja zostały wprowadzone na rynek produkty ze współpracy Mayuki z japońską księgarnią Village Vanguard. 27 listopada odbyło się pierwsze publiczne nagranie audycji „伊藤舞雪のらじきち♡”. W związku z jej zbliżającymi się urodzinami zorganizowano także przyjęcie urodzinowe.

W styczniu 2022 roku została dziewczyną kampanii „Zabawek dla dorosłych FANZA”. Od lutego oprócz działalności w branży AV Mayuki pracuje również jako ekskluzywna modelka magazynu „Koakuma ageha”. W marcu została wybrana na dziewczynę kampanii „Haru no pantsu matsuri 2022” (春のパンツまつり2022). 

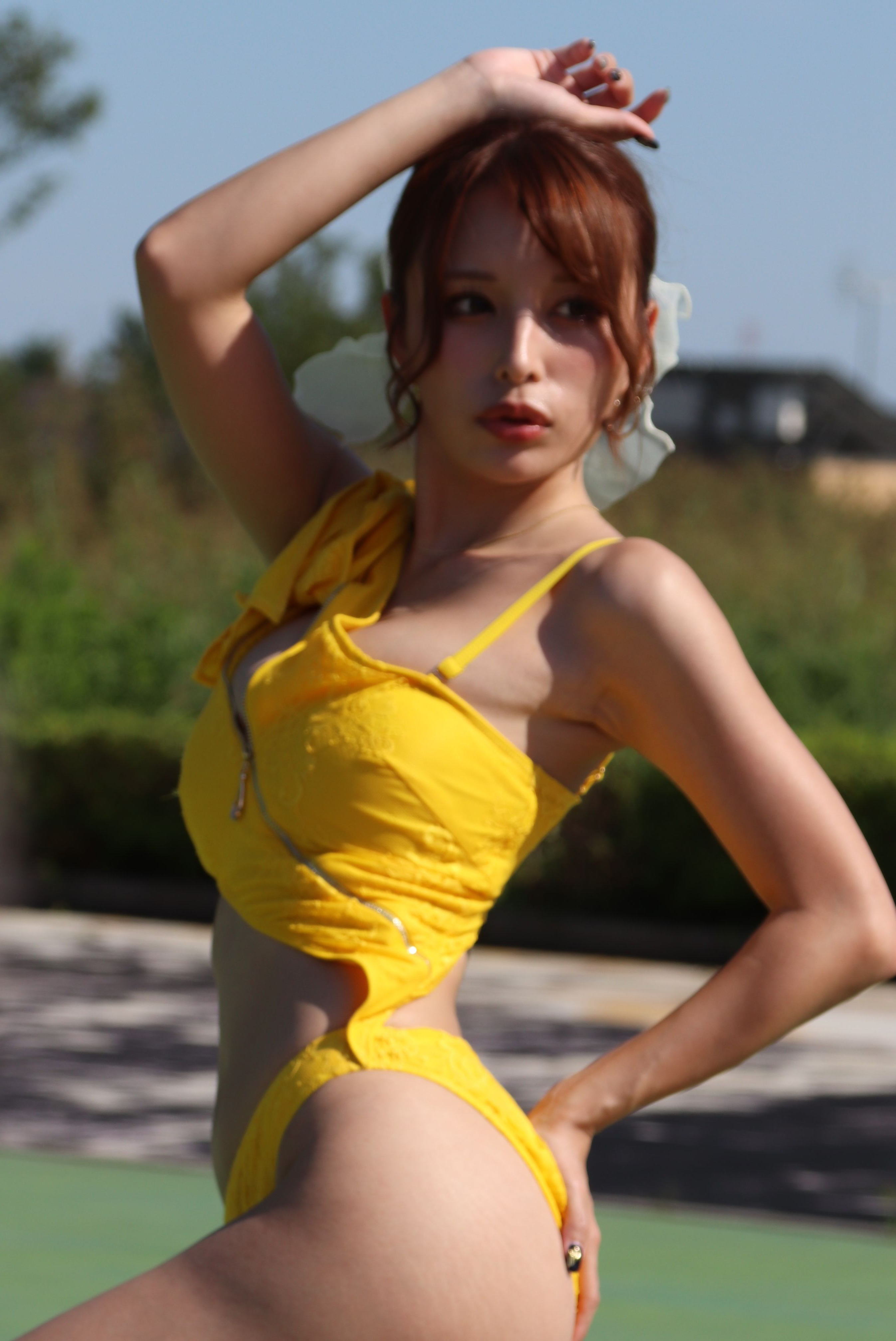
Zdjęcie wykonane podczas festiwalu strojów kąpielowych Kindai Mahjong (wrzesień 2022)

 Pojawiła się także w marcowym wydaniu magazynu lifestylowego GOETHE 2022. Artykuł, w którym się pojawiła, był drugim najczęściej czytanym artykułem magazynu w 2022 roku. W grudniu została mianowana dziewczyną kampanii „歳末新春SUPERキャンペーン2022-2023”. Także w grudniu odbył się konkurs mająca na celu wyłonienie modelki na przednią i tylną okładkę magazynu Koakuma ageha, który trwał od 16 października do 13 listopada 2022 roku. W zależności od liczby polubień postów na Instagramie z udziałem każdej modelki Koakuma ageha oraz liczby osób, które zamówiły magazyn w przedsprzedaży z dodatkowymi kartami kolekcjonerskimi. Dzięki temu Mayuki znalazła się na tylnej okładce papierowego wydania magazynu „Koakuma ageha 2022 WINTER”.
W lutym 2023 roku Mayuki ogłosiła wydarzenie „5th Anniversary TOUR” związane z 5. rocznicą debiutu AV, które rozpocznie się w marcu i odbędzie się w pięciu głównych miastach w Japonii (Osaka, Fukuoka, Nagoja, Sapporo i Tokio). W marcu czwarty rok z rzędu została wybrana na dziewczynę kampanii „Haru no pantsu matsuri 2023” (春のパンツまつり2023). Z kolei w czerwcu została wybrana dziewczyną kampanii „CSKキャンペーン2023”. W sierpniu po raz pierwszy wzięła udział w międzynarodowej wystawie pornograficznej „TRE2023” odbywającej się na Tajwanie. A w październiku pojawiła się na okładce tajwańskiego magazynu „JKF”.
W styczniu 2024 roku pojawiła się ponownie na Tajwanie tym razem na targach fotograficznych „TSE2024”. Ponadto Mayuki została mianowana po raz piąty na dziewczynę kampanii „Haru no pantsu matsuri 2024” (春のパンツまつり2024), która odbędzie się w dniach 4 marca – 26 kwietnia. W marcu zorganizowała swoje pierwsze wydarzenie w Korei Południowej, na którym spotkała się z fanami, po spotkaniu odbyło się afterparty i sesja zdjęciowa. W czerwcu w Hongkongu odbyło się dwudniowe wydarzenie, które było pierwszym spotkaniem Mayuki z fanami tego regionu. Następnie została dziewczyną kampanii „CSKキャンペーン2024”. W sierpniu liczba jej obserwujących w serwisie X przekroczyła milion. W tym samym miesiącu w Tajlandii odbyło się jej pierwsze spotkanie z fanami. W listopadzie pojawiła się jako ambasadorka na targach „AEE2024 (Asia Entertainment Expo)” w Tajlandii wraz z Ayaką Kawakitą i Remu Suzumori.

## Informacje
- Jej pierwsze doświadczenie seksualne miało miejsce w drugiej klasie liceum[42].
- Sama nadała sobie pseudonim, który brzmi „Mayukiti” (まゆきち)[43].
- Na Tajwanie oprócz przydomku „idealnej talii” (壓倒性的細腰, 壓倒性水蛇腰), określana jest także „najpotężniejszą aktorką” (最強女優) i „podręcznikiem stylu” (身材教科書)[30][44].

## Filmografia

### Filmy dla dorosłych
| #    | Data            | Tytuł | Kod wideo | Producent   | Uwagi                                                                                  | Przy.           |
| 2018 |                 | |           |             |                                                                                        |                 |
| 1    | 7 marca         | 大型新人！W54cm圧倒的くびれと奇跡の天然Fカップ 伊藤舞雪 kawaii*専属デビュ→                                                                                          | KAWD-880  | kawaii*     | Debiut AV, dystrybucja rozpoczęła się 3 marca                                          | [ 45 ] [ 46 ]   |
| 2    | 7 kwietnia      | 奇跡のクビレBODY伊藤舞雪 初イキSEX初体験エビ反り潮吹き絶頂スペシャル                                                                                                | KAWD-886  | kawaii*     | Dystrybucja rozpoczęła się 31 marca                                                    | [ 47 ] [ 48 ]   |
| 3    | 25 kwietnia     | 圧倒的クビレと天然Fカップ極上ボディ超密着ご奉仕性感フルコーススペシャル                                                                                             | KAWD-890  | kawaii*     | Dystrybucja rozpoczęła się 21 kwietnia                                                 | [ 49 ] [ 50 ]   |
| 4    | 25 maja         | 奇跡のクビレBODYビクビク大痙攣!天然Fカップ集中いじくり性感開発オイルエステ                                                                                          | KAWD-898  | kawaii*     | Dystrybucja rozpoczęła się 20 maja                                                     | [ 51 ] [ 52 ]   |
| 5    | 25 lipca        | 痴漢した制服美少女とその後、むさぼり合うようなドエロ純愛 | KAWD-913  | kawaii*     | Dystrybucja rozpoczęła się 21 lipca                                                    | [ 53 ] [ 54 ]   |
| 6    | 25 sierpnia     | イッた直後も突かれまくってイカされまくる初めて絶頂の向こう側を味わうおっぱい激揺れ連撃ピストンSEX                                                                   | KAWD-922  | kawaii*     | Dystrybucja rozpoczęła się 19 sierpnia                                                 | [ 55 ] [ 56 ]   |
| 7    | 25 września     | いつもノーブラ透けおっぱいを見せつけて僕を誘惑してくる学校一のくびれボイン美少女                                                                                    | KAWD-933  | kawaii*     | Dystrybucja rozpoczęła się 22 września                                                 | [ 57 ] [ 58 ]   |
| 8    | 25 października | 感じ過ぎてこっそり本番ヤラせてくれる奇跡の敏感巨乳おっパブ美少女 | KAWD-943  | kawaii*     | Dystrybucja rozpoczęła się 21 października                                             | [ 59 ] [ 60 ]   |
| 9    | 25 listopada    | 制服巨乳少女が標的にされた乳揉み痴漢電車 | KAWD-950  | kawaii*     | Dystrybucja rozpoczęła się 23 listopada                                                | [ 61 ] [ 62 ]   |
| 10   | 25 grudnia      | 本能剥き出しで貪り合う汗だく無限汁SEX | KAWD-954  | kawaii*     | Dystrybucja rozpoczęła się 16 grudnia                                                  | [ 63 ] [ 64 ]   |
| 2019 |                 | |           |             |                                                                                        |                 |
| 11   | 25 lutego       | デビュー1周年記念作品!大乱交解禁＆チ○ポ14本 全21発抜きまくり3時間スペシャル                                                                                         | KAWD-964  | kawaii*     | Dystrybucja rozpoczęła się 23 lutego                                                   | [ 65 ] [ 66 ]   |
| 12   | 25 marca        | 「僕には妻がいるのに…」ノーブラおっぱい誘惑全開で僕をフル勃起させてくる妻のFカップ妹                                                                                | KAWD-969  | kawaii*     | Dystrybucja rozpoczęła się 22 marca                                                    | [ 67 ] [ 68 ]   |
| 13   | 25 kwietnia     | 完全禁欲ドキュメント30日寸止め焦らしで感度120%完璧ボディ極限大痙攣SEX一部始終                                                                                       | KAWD-976  | kawaii*     | Dystrybucja rozpoczęła się 20 kwietnia                                                 | [ 69 ] [ 70 ]   |
| 14   | 25 lipca        | 常に子宮を擦り付けうねり腰を振りまくる連続オーガズム騎乗位セルフアクメ大絶頂300回Special                                                                            | KAWD-992  | kawaii*     | Dystrybucja rozpoczęła się 20 lipca                                                    | [ 71 ] [ 72 ]   |
| 15   | 25 lipca        | 伊藤舞雪kawaii*初ベスト全タイトル8時間スペシャル | KWBD-251  | kawaii*     | Wydanie z okazji pierwszej rocznicy debiutu, dystrybucja rozpoczęła się 20 lipca       | [ 73 ] [ 74 ]   |
| 16   | 25 sierpnia     | 美乳の彼女が巨漢センパイに圧迫固定で寝取られ中出しされた時の話です                                                                                                  | CAWD-003  | kawaii*     | Dystrybucja rozpoczęła się 24 sierpnia                                                 | [ 75 ] [ 76 ]   |
| 17   | 25 września     | 拘束レ×プ輪姦 絶倫生徒に無限ピストンされた巨乳新米女教師 | CAWD-011  | kawaii*     | Dystrybucja rozpoczęła się 21 września                                                 | [ 77 ] [ 78 ]   |
| 18   | 25 października | 出張先の相部屋で絶倫上司に何度も中出しされて… 部長の粘着質な愛撫と濃厚SEXに溺れた巨乳新人OL                                                                         | CAWD-020  | kawaii*     | Dystrybucja rozpoczęła się 19 października                                             | [ 79 ] [ 80 ]   |
| 19   | 25 listopada    | 後輩種付温泉 西村ユキちゃんにマーキング | CAWD-030  | kawaii*     | Dystrybucja rozpoczęła się 17 listopada                                                | [ 81 ] [ 82 ]   |
| 20   | 25 grudnia      | 拘束男をひたすらヌキまくる逆レ●プ痴女 強制射精ザーメン10連発スペシャル                                                                                              | CAWD-038  | kawaii*     | Dystrybucja rozpoczęła się 19 grudnia                                                  | [ 83 ] [ 84 ]   |
| 2020 |                 | |           |             |                                                                                        |                 |
| 21   | 25 stycznia     | 彼女が社員研修で不在中、ずっと忘れられなかった元カノと狂ったようにハメまくった3日間                                                                                 | CAWD-044  | kawaii*     | Dystrybucja rozpoczęła się 19 stycznia                                                 | [ 85 ] [ 86 ]   |
| 22   | 25 lutego       | パパ活アプリで知り合った神乳美少女との盗撮セックス～ハメ撮り生ハメ中出し交渉の一部始終を丸ごと勝手にAV発売                                                          | CAWD-053  | kawaii*     | Dystrybucja rozpoczęła się 22 lutego                                                   | [ 87 ] [ 88 ]   |
| 23   | 11 kwietnia     | やわふわオッパイが当たるほどに燃え上がる布団の中でモゾモゾ超密着じっとり粘着セックス                                                                                | CAWD-065  | kawaii*     | Wydanie nie było poprzedzone wcześniejszą dystrybucją                                  | [ 89 ] [ 90 ]   |
| 24   | 25 kwietnia     | デビュー2周年記念 まゆきちファン20名にエロテク還元!ザーメン抜きまくりファン感謝祭                                                                                   | CAWD-073  | kawaii*     | Dystrybucja rozpoczęła się 19 kwietnia                                                 | [ 91 ] [ 92 ]   |
| 25   | 25 maja         | 同僚の彼氏が出張を命じられた3日間、大嫌いな上司にハメられ犯され続けた私。                                                                                           | CAWD-081  | kawaii*     | Dystrybucja rozpoczęła się 23 maja                                                     | [ 93 ] [ 94 ]   |
| 26   | 25 czerwca      | 喧嘩・マンネリ・倦怠期…掛け違えたボタンの果てに舞雪さん(義姉)と惹かれ合い中出しセックスに溺れた禁断不倫                                                             | CAWD-091  | kawaii*     | Dystrybucja rozpoczęła się 20 czerwca                                                  | [ 95 ] [ 96 ]   |
| 27   | 25 lipca        | AV女優“伊藤舞雪”の本懐 2年間の気持ちの変化・成長・覚醒を振り返る1泊2日ハメ撮り温泉ドキュメント                                                                      | CAWD-101  | kawaii*     | Dystrybucja rozpoczęła się 19 lipca                                                    | [ 97 ] [ 98 ]   |
| 28   | 25 lipca        | あっという間に2周年すぎちゃった♪♪伊藤舞雪の最新12タイトルを詰め込んだ8時間BEST                                                                                      | KWBD-276  | kawaii*     | Wydanie z okazji drugiej rocznicy debiutu, dystrybucja rozpoczęła się 19 lipca         | [ 99 ] [ 100 ]  |
| 29   | 25 sierpnia     | 社内研修相部屋NTR 童貞陰キャ男とプライド高い絶倫彼女が化学反応を起こし吐き気がするほど貪りあい中出ししまくった3日間                                                 | CAWD-105  | kawaii*     | Dystrybucja rozpoczęła się 22 sierpnia                                                 | [ 101 ] [ 102 ] |
| 30   | 7 września      | 交わる体液、濃密セックス 伊藤舞雪S1電撃参戦スペシャル | SSNI-864  | S1          | Dystrybucja rozpoczęła się 5 września                                                  | [ 103 ] [ 104 ] |
| 31   | 25 września     | 神乳ボディの綺麗なお姉さんがオナニーできなくなるほどチ●ポがバグるまでシコシコ抜き続けてくれる連続射精専門メンズエステ                                               | CAWD-114  | kawaii*     | Dystrybucja rozpoczęła się 20 września                                                 | [ 105 ] [ 106 ] |
| 32   | 25 października | 素直になれなくて… すれ違い遠回りしてきた23年分の想いを曝け出し激しく情熱的に貪りあった幼馴染と結ばれた運命の一夜                                                    | CAWD-126  | kawaii*     | Dystrybucja rozpoczęła się 24 października                                             | [ 107 ] [ 108 ] |
| 33   | 25 listopada    | 「真夏の暑さでオカシクなっちゃいそう…」 民宿出張NTR 旦那も日常も忘れたい新妻部下の誘惑に負けた僕は禁断の果実にむしゃぶり付き背徳に溺れた3日間                       | CAWD-139  | kawaii*     | Dystrybucja rozpoczęła się 22 listopada                                                | [ 109 ] [ 110 ] |
| 34   | 25 grudnia      | 飲ませるな危険！泥酔すると見境なく逆レ●プ…精子が枯れ果てるまでチ●ポを放さない絶倫彼女に困っています。                                                               | CAWD-152  | kawaii*     | Dystrybucja rozpoczęła się 20 grudnia                                                  | [ 111 ] [ 112 ] |
| 2021 |                 | |           |             |                                                                                        |                 |
| 35   | 25 stycznia     | 出張中リモートＮＴＲ 舞雪が僕と付き合う前から愛人関係だった部長に言いなり調教され中出しされる一部始終を見せつけられて…                                              | CAWD-163  | kawaii*     | Dystrybucja rozpoczęła się 23 stycznia                                                 | [ 113 ] [ 114 ] |
| 36   | 25 lutego       | 【教師としてあってはならない、純愛。】ほっとけない男子生徒に母性本能をくすぐられ身を滅ぼすほど遮二無二むさぼり合った台風の夜                                        | CAWD-177  | kawaii*     | Dystrybucja rozpoczęła się 21 lutego                                                   | [ 115 ] [ 116 ] |
| 37   | 25 marca        | パーフェクトボディを視姦する超接写コケティッシュ肉感アングル | CAWD-186  | kawaii*     | Dystrybucja rozpoczęła się 21 marca                                                    | [ 117 ] [ 118 ] |
| 38   | 25 kwietnia     | 「舞雪は誰にもあげないよ」誰よりも祝って欲しかった父に身も心もメチャクチャに汚され犯され続けた結婚前夜                                                              | CAWD-201  | kawaii*     | Dystrybucja rozpoczęła się 17 kwietnia                                                 | [ 119 ] [ 120 ] |
| 39   | 25 maja         | M女専門デリヘル呼んだら見下してくる大嫌いな年下女上司が…完全服従させ抗体ができるまでヤリまくった立場逆転レ●プ                                                       | CAWD-213  | kawaii*     | Dystrybucja rozpoczęła się 21 maja                                                     | [ 121 ] [ 122 ] |
| 40   | 25 czerwca      | 人妻の皮を剥いだら生粋のヤリマン…田舎で再会した元セフレと汗・畳・精液の匂いが立ち込めるセックス依存不倫                                                             | CAWD-226  | kawaii*     | Dystrybucja rozpoczęła się 19 czerwca                                                  | [ 123 ] [ 124 ] |
| 41   | 25 lipca        | 初めて彼女が出来て怖気づいていたら…セックスの練習台になってくれたブラコン姉にサル並みの性欲で何度も何度も中出ししまくった。                                         | CAWD-243  | kawaii*     | Dystrybucja rozpoczęła się 17 lipca                                                    | [ 125 ] [ 126 ] |
| 42   | 25 lipca        | 神が与えたエロ過ぎる才能 伊藤舞雪3周年 最新13タイトル傑作BEST | KWBD-299  | kawaii*     | Wydanie z okazji trzeciej rocznicy debiutu, dystrybucja rozpoczęła się 17 lipca        | [ 127 ] [ 128 ] |
| 43   | 25 sierpnia     | 【没入感MAX！完全主観＆バイノーラル録音】彼女の親友がバレたら絶体絶命な状況で中出しおねだり囁き誘惑                                                                 | CAWD-259  | kawaii*     | Dystrybucja rozpoczęła się 20 sierpnia                                                 | [ 129 ] [ 130 ] |
| 44   | 7 września      | 「昨日、俺の種無しが判明しました。でも、嫁は妊娠4ヶ月です…」 | CAWD-273  | kawaii*     | Dystrybucja rozpoczęła się 3 września                                                  | [ 131 ] [ 132 ] |
| 45   | 21 września     | 溜池ゴロー15周年YEARコラボ第8弾 未だに現役で母さんを抱きまくる僕の絶倫オヤジに嫁が欲情して危険日狙って中出し逆夜這い                                                | MEYD-698  | 溜池ゴロー  | Dystrybucja rozpoczęła się 17 września                                                 | [ 133 ] [ 134 ] |
| 46   | 5 października  | 犯しにきたよ、キミのチクビビビーン。～Nipples Orgasm～ | CAWD-285  | kawaii*     | Dystrybucja rozpoczęła się 1 października                                              | [ 135 ] [ 136 ] |
| 47   | 2 listopada     | 乳感度をマジキチレベルに異常覚醒させるチクイキ！揉みイキ！おっぱいGスポット【スペンス乳腺開発計画】                                                                 | CAWD-299  | kawaii*     | Dystrybucja rozpoczęła się 29 października                                             | [ 137 ] [ 138 ] |
| 48   | 7 grudnia       | 乳感度をマジキチレベルに異常覚醒させるチクイキ！揉みイキ！おっぱいGスポット【スペンス乳腺開発計画】                                                                 | CAWD-313  | kawaii*     | Dystrybucja rozpoczęła się 3 grudnia                                                   | [ 139 ] [ 140 ] |
| 2022 |                 | |           |             |                                                                                        |                 |
| 49   | 4 stycznia      | 「確信犯だろ…」パンパンに膨らませた亀頭をアソコにグリグリ押し当て布越し先っぽ1cm挿入体験させて本番誘惑してくる匂わせセラピスト                                      | CAWD-321  | kawaii*     | Dystrybucja rozpoczęła się 31 grudnia 2021                                             | [ 141 ] [ 142 ] |
| 50   | 1 lutego        | 自己顕示欲の塊で俺らをゴミクズ扱いしてくる高飛車女のプライドを木っ端微塵に切り刻むリベンジャーズ輪姦                                                                | CAWD-329  | kawaii*     | Dystrybucja rozpoczęła się 28 stycznia                                                 | [ 143 ] [ 144 ] |
| 51   | 1 marca         | 「こんな場所でおっきしちゃったの？」神出鬼没な伊藤舞雪に逆痴漢されてみた。                                                                                          | CAWD-337  | kawaii*     | Dystrybucja rozpoczęła się 25 lutego                                                   | [ 145 ] [ 146 ] |
| 52   | 1 marca         | 伊藤舞雪 50本番 最高に抜ける超厳選オールSEXベスト 8時間Special | KWBD-315  | kawaii*     | 8-godzinne wydanie specjalne, dystrybucja rozpoczęła się 25 lutego                     | [ 147 ] [ 148 ] |
| 53   | 5 kwietnia      | アナタの五感を制圧しちゃうぞ伊藤舞雪に包み込まれるASMRシコシコ凄テクオナサポ                                                                                        | CAWD-353  | kawaii*     | Dystrybucja rozpoczęła się 1 kwietnia                                                  | [ 149 ] [ 150 ] |
| 54   | 3 maja          | 半年前からオヤジの再婚で同居してるダラシナイ姉の無防備なむっちり尻にムラムラ抑えきれずバック中出し                                                                  | CAWD-365  | kawaii*     | Dystrybucja rozpoczęła się 29 kwietnia                                                 | [ 151 ] [ 152 ] |
| 55   | 7 czerwca       | 伊藤舞雪と熱すぎるお泊まりデート いっぱい食べて、いっぱい笑って、いっぱいチューして感情を激しく揺さぶる等身大セックス                                               | CAWD-375  | kawaii*     | Dystrybucja rozpoczęła się 3 czerwca                                                   | [ 153 ] [ 154 ] |
| 56   | 5 lipca         | 凄テク最高峰セラピストW指名 チ●ポバカになっても連続射精を止めない超高級会員制メンズエステ                                                                           | CAWD-386  | kawaii*     | Dystrybucja rozpoczęła się 1 lipca                                                     | [ 155 ] [ 156 ] |
| 57   | 2 sierpnia      | 相部屋キメセクNTR 記憶から消したいほど大嫌いな絶倫元彼に媚薬を飲まされ…                                                                                             | CAWD-400  | kawaii*     | Dystrybucja rozpoczęła się 29 lipca                                                    | [ 157 ] [ 158 ] |
| 58   | 6 września      | 最高すぎる愛人とお泊り温泉不倫 花火のように儚く激しくハメ狂ったアノ夏…                                                                                              | CAWD-415  | kawaii*     | Dystrybucja rozpoczęła się 2 września                                                  | [ 159 ] [ 160 ] |
| 59   | 4 października  | 2年間セックスレスな夫を横目に巨根絶倫義父の慰め濃密セックスに溺れた帰省中の7日間                                                                                    | CAWD-428  | kawaii*     | Dystrybucja rozpoczęła się 30 września                                                 | [ 161 ] [ 162 ] |
| 60   | 1 listopada     | 2年間セックスレスな夫を横目に巨根絶倫義父の慰め濃密セックスに溺れた帰省中の7日間                                                                                    | KWBD-331  | kawaii*     | Wydanie z okazji czwartej rocznicy debiutu, dystrybucja rozpoczęła się 28 października | [ 163 ] [ 164 ] |
| 61   | 6 grudnia       | ファンイベント帰り相部屋NTR 彼氏の愚痴を聞いてくれて趣味にも付き合ってくれるバイト先の店長と性欲解消するまで中出ししまくった絶倫性交                                | CAWD-439  | kawaii*     | Dystrybucja rozpoczęła się 2 grudnia                                                   | [ 165 ] [ 166 ] |
| 2023 |                 | |           |             |                                                                                        |                 |
| 62   | 7 lutego        | ビリケツギャルだった私を進学させてくれた恩師と2年ぶりに再会… 生徒じゃなくオンナとして意識されたのが嬉しくて一晩中ハメまくり中出しされまくった一夜限りのオトナの授業 | CAWD-447  | kawaii*     | Dystrybucja rozpoczęła się 3 lutego                                                    | [ 167 ] [ 168 ] |
| 63   | 7 marca         | M男クンのお宅に伊藤舞雪を二泊三日レンタル放置 ペットみたいに戯れ合い焦らされ躾される小悪魔テク全開ドキュメント                                                      | CAWD-500  | kawaii*     | Dystrybucja rozpoczęła się 3 marca                                                     | [ 169 ] [ 170 ] |
| 64   | 21 marca        | 放課後から翌朝まで何度でも… 舞雪先生の無防備おっぱいと寂しげな素顔に発情して暴走ピストンで中出ししてしまった性欲モンスターなボク。                                  | PRED-465  | Premium     | Dystrybucja rozpoczęła się 17 marca                                                    | [ 171 ] [ 172 ] |
| 65   | 4 kwietnia      | 舌先じゅるじゅるツバだっくだく伊藤舞雪とトロトロにとろけるイク直前～射精してもなお止めない濃厚接吻                                                                  | CAWD-519  | kawaii*     | Dystrybucja rozpoczęła się 31 marca                                                    | [ 173 ] [ 174 ] |
| 66   | 2 maja          | 61発精子を搾り取られるまで伊藤舞雪にひたすら責められ痴女られたい | KWBD-344  | kawaii*     | 8-godzinne wydanie specjalne, dystrybucja rozpoczęła się 28 kwietnia                   | [ 175 ] [ 176 ] |
| 67   | 2 maja          | 暴発したって勃起する限り何度でもチャレンジOK！ 伊藤舞雪の超絶ボディ＆全力シコテクに耐え抜いたら最高の中出し筆おろし体験！                                           | CAWD-526  | kawaii*     | Dystrybucja rozpoczęła się 28 kwietnia                                                 | [ 177 ] [ 178 ] |
| 68   | 9 maja          | BEAUTY VENUS Ⅷ | IPZZ-034  | IDEA POCKET | Dystrybucja rozpoczęła się 5 maja                                                      | [ 179 ] [ 180 ] |
| 69   | 6 czerwca       | 憧れの美人上司と相部屋ハプニング 酔うとキス魔になって記憶なくしちゃう伊藤さんの杭打ちピストン騎乗位で何度も何度も中出し無双                                         | CAWD-538  | kawaii*     | Dystrybucja rozpoczęła się 2 czerwca                                                   | [ 181 ] [ 182 ] |
| 70   | 4 lipca         | 舞い散る雪のように儚く美しく… kawaii*専属 伊藤舞雪 デビュー5周年 今まで見たことない“まゆきち”の素顔 生々しいプライベートSEXを完全撮り下ろし！ 1泊2日 雪国温泉旅行   | CAWD-548  | kawaii*     | Dystrybucja rozpoczęła się 30 czerwca                                                  | [ 183 ] [ 184 ] |
| 71   | 1 sierpnia      | 停電した10分間、暗闇に紛れて義兄と衝動接吻…欲求不満を吹き飛ばす一晩限定の忘却ハメ狂い                                                                               | CAWD-557  | kawaii*     | Dystrybucja rozpoczęła się 28 lipca                                                    | [ 185 ] [ 186 ] |
| 72   | 5 września      | 令和のセックスシンボル“伊藤舞雪”のむっちむち肉感プリケツにしゃぶりつくド迫力アルティメット尻！尻！尻！アングルω                                                     | CAWD-564  | kawaii*     | Dystrybucja rozpoczęła się 1 września                                                  | [ 187 ] [ 188 ] |
| 73   | 3 października  | 「えっ、お風呂貸して欲しい！？」明朗快活な巨乳同期の色気ムンムンな濡れ髪とキャミソールから溢れる無防備おっぱい誘惑にハプニング勃起してしまった僕は…                 | CAWD-582  | kawaii*     | Dystrybucja rozpoczęła się 29 września                                                 | [ 189 ] [ 190 ] |
| 74   | 31 października | 伊藤舞雪5周年 唯一無二のエロスと美貌でヌくッ 最新12タイトル8時間傑作ベスト                                                                                          | KWBD-355  | kawaii*     | Wydanie z okazji piątej rocznicy debiutu, dystrybucja rozpoczęła się 27 października   | [ 191 ] [ 192 ] |
| 75   | 7 listopada     | カラミざかり番外編 ～竹内先輩と部室～ kawaii*×MOODYZコラボ企画！超人気作家 桂あいり原作 累計400万部超え名シリーズ実写化！                                           | CAWD-578  | kawaii*     | Wspólny projekt kawaii* i MOODYZ, dystrybucja rozpoczęła się 3 listopada               | [ 193 ] [ 194 ] |
| 76   | 5 grudnia       | 可愛くて巨乳でセクシーと病棟で噂の夜勤専従ナース“伊藤さん”が夜な夜な懐中電灯を片手に溜まってる患者の性処理巡回してるのを覗いてしまった僕は……                        | CAWD-589  | kawaii*     | Dystrybucja rozpoczęła się 1 grudnia                                                   | [ 195 ] [ 196 ] |
| 2024 |                 | |           |             |                                                                                        |                 |
| 77   | 2 stycznia      | Re：4年ぶりに蘇るシン禁欲ドキュメント AV女優になって6年弱 人生でいっちばんブッ飛んだクソえっろいSEX                                                                 | CAWD-589  | kawaii*     | Dystrybucja rozpoczęła się 29 grudnia 2023                                             | [ 197 ] [ 198 ] |
| 78   | 6 lutego        | 不倫、嫉妬、焦り…妻をもう一度、抱きたい。セックス出来なかった3年という月日が僕たち夫婦を再び燃え上がらせ付き合いたてのアノ頃のように何度も何度もナマでハメまくった  | CAWD-621  | kawaii*     | Dystrybucja rozpoczęła się 2 lutego                                                    | [ 199 ] [ 200 ] |
| 79   | 5 marca         | ２ヶ月セックスお預けされフライト前からムラムラ限界…渡航先に着くなり機長とホテル直行し早朝フライトまでの 12 時間ケダモノみたいにハメ狂った巨乳キャビンアテンダント   | CAWD-628  | kawaii*     | Dystrybucja rozpoczęła się 1 marca                                                     | [ 201 ] [ 202 ] |
| 80   | 2 kwietnia      | 隣人のゴミ部屋で異臭中年おやじに監禁、調教、同情…抜かずの連撃中出し55発され続けた司法修習生                                                                         | CAWD-639  | kawaii*     | Dystrybucja rozpoczęła się 29 marca                                                    | [ 203 ] [ 204 ] |
| 81   | 7 maja          | 死ぬほど恥ずい過激水着モデルをさせられて…注目を浴びる快感、チヤホヤされる優越感 不倫を繰り返し承認欲求に溺れた巨乳妻                                                | CAWD-646  | kawaii*     | Dystrybucja rozpoczęła się 3 maja                                                      | [ 205 ] [ 206 ] |
| 82   | 4 czerwca       | 「一人前の男になりたくない？」新入社員のボクたちは社員旅行でホロ酔いの憧れ女上司2人に部屋に連れ込まれ朝までみっちりオトナの4POJT研修                                | CAWD-676  | kawaii*     | Dystrybucja rozpoczęła się 31 maja                                                     | [ 207 ] [ 208 ] |
| 83   | 2 lipca         | オタクの僕ん家に入り浸る巨乳ギャルに宿泊料がわりにま〇こ使わせてもらってたら漫画よりセックス目当てで来るようになっていたんだが。                                    | CAWD-656  | kawaii*     | Dystrybucja rozpoczęła się 28 czerwca                                                  | [ 209 ] [ 210 ] |
| 84   | 6 sierpnia      | 裏垢で承認欲求を満たすコンビニパート妻とバックヤードで30分休憩中にショートタイム不倫を繰り返した。                                                                  | CAWD-688  | kawaii*     | Dystrybucja rozpoczęła się 2 sierpnia                                                  | [ 211 ] [ 212 ] |
| 85   | 3 września      | 優しくて安定した彼氏ができても…結局、モノみたいにオナホみたいに都合よく雑に扱うクズ男に弄ばれたい                                                                   | CAWD-706  | kawaii*     | Dystrybucja rozpoczęła się 30 sierpnia                                                 | [ 213 ] [ 214 ] |
| 86   | 1 października  | バケモノ級の性欲だった元カノと3年ぶりに再会したら初恋再燃 感情が昂り過ぎてアノ頃できなかった中出しを許してくれた                                                    | CAWD-729  | kawaii*     | Dystrybucja rozpoczęła się 27 września                                                 | [ 215 ] [ 216 ] |
| 87   | 29 października | 伊藤舞雪 6周年 世界で一番シコれる究極のカラダとSEX 最新40コーナー8時間                                                                                              | KWBD-382  | kawaii*     | Wydanie z okazji szóstej rocznicy debiutu, dystrybucja rozpoczęła się 25 października  | [ 217 ] [ 218 ] |
| 88   | 5 listopada     | 「舞雪のクセに、調子乗りすぎたね」嫉妬に狂ったオンナ友達にハメられ性的同意アプリのせいで合法輪姦レ×プ…                                                              | CAWD-740  | kawaii*     | Dystrybucja rozpoczęła się 1 listopada                                                 | [ 219 ] [ 220 ] |
| 89   | 3 grudnia       | デビューして7年目にしてオンナのカラダを知り尽くした超スケベなおじ様のねちっこさ/匂い/雰囲気/愛撫テクニックに沼る                                                    | CAWD-749  | kawaii*     | Dystrybucja rozpoczęła się 29 listopada                                                | [ 221 ] [ 222 ] |

### Filmy dla dorosłychVR
| #    | Data            | Tytuł | Kod wideo | Producent   | Uwagi                           | Przy.           |
| 2018 |                 | |           |             |                                 |                 |
| 1    | 7 grudnia       | 伊藤舞雪の国宝級おっぱいを至近距離で揉みまくり!2次元ボディを体感する超密着いちゃいちゃSEX | KAVR-015  | kawaii*VR   | Pierwszy film VR z jej udziałem | [ 223 ] [ 224 ] |
| 2019 |                 | |           |             |                                 |                 |
| 2    | 17 maja         | 「二人だけの内緒だよ」本番禁止なのに挿入懇願!?至近距離で神乳揉み放題!ハメ放題!裏オプおっパブスペシャル | KAVR-028  | kawaii*VR   |                                 | [ 225 ] [ 226 ] |
| 3    | 4 lipca         | 神乳パイズリ&ドヤ顔フェラ!連続10発ザーメン搾取されちゃう絶倫痴女VR | KAVR-034  | kawaii*VR   |                                 | [ 227 ] [ 228 ] |
| 4    | 5 września      | 「エッチなお姉さんは嫌いですか?」【神乳密着・ベロキス・ささやき淫語】ドエロすぎる彼女の巨乳お姉ちゃんのトリプル誘惑に完堕ちしちゃった僕。                                                                             | KAVR-042  | kawaii*VR   |                                 | [ 229 ] [ 230 ] |
| 2020 |                 | |           |             |                                 |                 |
| 5    | 16 stycznia     | 絶対にプライベートでは巡り合えない“パパ活”神乳美少女と変態性交VR | KAVR-056  | kawaii*VR   |                                 | [ 231 ] [ 232 ] |
| 6    | 13 lutego       | 出張先で巨乳の新入社員と相部屋逆NTR 「奥さんのこと裏切ってもいいのかなぁ??」悪魔の囁きと神乳誘惑にイチコロ 狂ったように貪り合った最低な新婚の僕…                                                                      | KAVR-059  | kawaii*VR   |                                 | [ 233 ] [ 234 ] |
| 7    | 23 kwietnia     | 初めて出来た彼女と念願のセックス!ゴムが上手く付けられず生ハメしたらとろとろマ●コに即暴発!!でも童貞ってバレたくなくて抜かずの連続ピストン中出しSEX                                                                     | KAVR-069  | kawaii*VR   |                                 | [ 235 ] [ 236 ] |
| 8    | 28 maja         | 魅惑の神乳ボディ×射精テク×媚薬マ●コで狙った珍宝は必ず盗み出す女泥棒のフェロモンむんむん拘束射精拷問VR | KAVR-074  | kawaii*VR   |                                 | [ 237 ] [ 238 ] |
| 9    | 22 czerwca      | 手違いで下着メーカーに就職したら…女子社員は平然と下着姿で歩き回る世界 教育担当の伊藤さんはボン!キュッ!ボン!の超絶ボディ 男性社員の反応が知りたいと下着姿を見せつけてきて勃起チ●ポの射精管理まで世話してくれる神待遇VR | KAVR-079  | kawaii*VR   |                                 | [ 239 ] [ 240 ] |
| 10   | 23 lipca        | あの日見た結晶の名前を僕はまだ知らない。 事故で天国へ旅立った舞雪は…初雪の日だけ僕の元に舞い戻り溶けるほどの情熱的な密着セックスで昇天するゴーストVR                                                                  | KAVR-085  | kawaii*VR   |                                 | [ 241 ] [ 242 ] |
| 11   | 27 września     | 【新基準】ほぼノーカット!ハメ撮りVR ストレスフリーで最高の没入感に浸かる伊藤舞雪との熱烈イチャラブSEX | KAVR-099  | kawaii*VR   |                                 | [ 243 ] [ 244 ] |
| 12   | 22 października | 毎朝、回診の約10分間こっそり巨乳ナースが性処理してくれる神展開！ カーテン1枚で仕切られた大部屋での声我慢セックスが特効薬代わりだった14日間のえちえち入院性活                                                          | KAVR-106  | kawaii*VR   |                                 | [ 245 ] [ 246 ] |
| 13   | 10 grudnia      | 完全服従する最高の愛人とお泊まり温泉W不倫 | KAVR-121  | kawaii*VR   |                                 | [ 247 ] [ 248 ] |
| 2021 |                 | |           |             |                                 |                 |
| 14   | 19 stycznia     | 着エロ撮影と騙されて…透き通るような美白肌もカタチも感度も最高なおっぱいもたっぷり可愛がってあげるね。 | KAVR-132  | kawaii*VR   |                                 | [ 249 ] [ 250 ] |
| 15   | 22 kwietnia     | 極上ホスピタリティ＆シコリティ保証 発射無制限！伊藤舞雪の風俗コンシェルジュ172分フルコース | KAVR-156  | kawaii*VR   |                                 | [ 251 ] [ 252 ] |
| 16   | 14 czerwca      | ソロキャンプに来ていた訳アリ人妻と狭いテントの 中で密着セックスに明け暮れた一夜 | KAVR-166  | kawaii*VR   |                                 | [ 253 ] [ 254 ] |
| 17   | 18 sierpnia     | 「低画質なんて僕は嫌だ！」今あるVR技術を全て注ぎ込んだ【ハイクオリティ高画質】全コーナー完全ノーカットVR | KAVR-178  | kawaii*VR   |                                 | [ 255 ] [ 256 ] |
| 18   | 9 listopada     | 僕の彼女はお掃除大臣 3度の飯よりペロペロ大好き舐めマンべろしゃぶりビッチ！５シチュエーション！7発ドッピュン！137分！                                                                                                  | KAVR-197  | kawaii*VR   |                                 | [ 257 ] [ 258 ] |
| 2022 |                 | |           |             |                                 |                 |
| 19   | 1 lutego        | 元祖 天井特化アングル KMP 宮迫メンバー監督 ×VRクイーン kawaii*専属 伊藤舞雪 エロVR史に名を刻む革命的コラボ作品第一弾!! -筋トレ直後の舞雪ちゃんはアドレナリン全開で手に負えない編-                                     | KAVR-210  | kawaii*VR   |                                 | [ 259 ] [ 260 ] |
| 20   | 1 marca         | パーフェクトボディ伊藤舞雪が目の前に二人！？前後左右まゆきちに完全包囲ハーレムVR | KAVR-220  | kawaii*VR   |                                 | [ 261 ] [ 262 ] |
| 21   | 17 kwietnia     | 愛しすぎた絶世の愛人と媚薬キメセク心中セックス | KAVR-227  | kawaii*VR   |                                 | [ 263 ] [ 264 ] |
| 22   | 5 czerwca       | 初めて彼女が出来たのに初体験で勃起せず撃沈してたら… セックスの練習台になってくれたブラコン姉にサル並みの性欲で何度も何度も中出ししまくったVR                                                                          | KAVR-233  | kawaii*VR   |                                 | [ 265 ] [ 266 ] |
| 23   | 10 lipca        | VRで見たかった両極端な伊藤舞雪！アナタはどっちがタイプ？ | KAVR-239  | kawaii*VR   |                                 | [ 267 ] [ 268 ] |
| 24   | 25 sierpnia     | 本番禁止なのにムラムラしたら逆交渉！？発射無制限！中出しOK！逆バニー風俗ランド | KAVR-246  | kawaii*VR   |                                 | [ 269 ] [ 270 ] |
| 25   | 14 grudnia      | 伊藤舞雪に五感を支配されるASMRシコシコ凄テクオナサポ 1週間ヌキまくり全７シチュエーション | KAVR-261  | kawaii*VR   |                                 | [ 271 ] [ 272 ] |
| 2023 |                 | |           |             |                                 |                 |
| 26   | 8 kwietnia      | 「私のせいでゴメンナサイ…ウチに来ませんか？」終電なくなり後輩女子社員の部屋に… 無防備すぎるおっぱいとナチュラルな素顔に興奮した僕はチラつく妻の存在が吹き飛ぶほ                                                       | KAVR-285  | kawaii*VR   |                                 | [ 273 ] [ 274 ] |
| 27   | 27 czerwca      | もしも、伊藤舞雪とバイト先が一緒だったら…この笑顔、このおっぱい…もしかして誘ってる！？ラッキースケベ×5シチュエーション150分                                                                                           | KAVR-295  | kawaii*VR   |                                 | [ 275 ] [ 276 ] |
| 28   | 22 sierpnia     | 「私、童貞好きですよ！どっかのエロ親父よりは…」 大嫌いなパワハラ上司にDTイジリされる僕を庇って助けてくれた舞雪パイセンとラブホで２次会…男になるまでチ●ポ復活させて生おっぱい生マ●コで7発射精                          | KAVR-306  | kawaii*VR   |                                 | [ 277 ] [ 278 ] |
| 29   | 6 października  | ＜至高の隠れ家でアナタだけに秘密の贅沢サービス＞ 超密着スロー焦らしで極限我慢させた後に最高の射精を約束してくれる超優良マンション型メンズエステ                                                                       | KAVR-316  | kawaii*VR   |                                 | [ 279 ] [ 280 ] |
| 30   | 14 listopada    | 新婚ホヤホヤ幸せ絶頂期 初めてゴムなしで超イチャイチャ子作り中出しエッチッチ | KAVR-331  | kawaii*VR   |                                 | [ 281 ] [ 282 ] |
| 2024 |                 | |           |             |                                 |                 |
| 31   | 5 lutego        | 姉の無防備なむっちり尻を追い掛け回し…尻コキぶっかけ！尻肉ぷるぷるバック！おっぱいゆっさゆっさ杭打ち騎乗位！尻肉叩きつけ背面騎乗位！中出ししまくりデカ尻特化アングルVR                                                 | KAVR-343  | kawaii*VR   |                                 | [ 283 ] [ 284 ] |
| 32   | 5 kwietnia      | スノボデートで怪我して山小屋に避難 身体を寄せて人肌で温めあい本能的に貪りまくったレスキューが来るまでの24時間 | KAVR-363  | kawaii*VR   |                                 | [ 285 ] [ 286 ] |
| 33   | 19 kwietnia     | 【VR初コラボ】 超豪華2大メーカー共演 アイポケ×kawaii* 究極二輪車ハーレム中出しソープVR | IPVR-265  | IDEA POCKET | Wspólnie z Momo Sakurą          | [ 287 ] [ 288 ] |
| 34   | 1 czerwca       | 時に優しく、時に叱咤激励し、一流の男にしてくれる銀座高級クラブ オーナーママ舞雪 | KAVR-371  | kawaii*VR   |                                 | [ 289 ] [ 290 ] |
| 35   | 26 lipca        | パーフェクトボディ伊藤舞雪にしか創造できない色気ムンムン魅惑の絶対領域 2SEX4コーナー150分 | KAVR-383  | kawaii*VR   |                                 | [ 291 ] [ 292 ] |
| 36   | 23 września     | 圧倒的なパーフェクトボディと神おっぱいで愛と勇気と性欲を与えてくれる【僕専用】あげまん全裸メイド | KAVR-388  | kawaii*VR   |                                 | [ 293 ]         |
| 37   | 11 listopada    | 「勝手に勘違いしただけでしょ！」思わせぶりであざとく計算高い生意気すぎる後輩を懲らしめる媚薬監禁キメセク | KAVR-393  | kawaii*VR   |                                 | [ 294 ]         |

### Inne
| #    | Data           | Tytuł                                                             | Kod wideo | Producent                  | Uwagi                                                                         | Przy.   |
| 2018 |                |                                                                   |           |                            |                                                                               |         |
| 1    | 1 stycznia     | 『AV無理』奇跡のクビレと純白Fカップおっぱいムチャクチャ騙し揉み   | MMND-151  | 未満                       | Obraz wideo, dystrybucja rozpoczęła się 27 grudnia 2017                       | [ 295 ] |
| 2    | 7 czerwca      | Mayuki Dancing Snow White                                         | REBDB-299 | REbecca                    | Obraz wideo, dystrybucja rozpoczęła się tego samego dnia                      | [ 296 ] |
| 3    | 25 listopada   | after school                                                      | OAE-169   | Air control                | Obraz wideo, dystrybucja rozpoczęła się 23 listopada                          | [ 297 ] |
| 2019 |                |                                                                   |           |                            |                                                                               |         |
| 4    | 4 kwietnia     | Mayuki2 南の島に降る雪                                            | REBD-375  | REbecca                    | Obraz wideo, dystrybucja rozpoczęła się tego samego dnia                      | [ 298 ] |
| 2020 |                |                                                                   |           |                            |                                                                               |         |
| 5    | 8 października | Mayuki3 Tropical Treasures                                        | REBD-498  | REbecca                    | Obraz wideo, dystrybucja rozpoczęła się tego samego dnia                      | [ 299 ] |
| 2021 |                |                                                                   |           |                            |                                                                               |         |
| 6    | 19 sierpnia    | Mayuki4 まゆきち☆しんどろーむ                                     | REBD-579  | REbecca                    | Obraz wideo, dystrybucja rozpoczęła się tego samego dnia                      | [ 300 ] |
| 2022 |                |                                                                   |           |                            |                                                                               |         |
| 7    | 3 marca        | Mayuki5 まゆきち☆これくしょん                                     | REBD-631  | REbecca                    | Obraz wideo, dystrybucja rozpoczęła się tego samego dnia                      | [ 301 ] |
| 8    | 19 sierpnia    | Clarity                                                           | SS-067    | ファインピクチャーズ       | Obraz wideo, dystrybucja rozpoczęła się tego samego dnia                      | [ 302 ] |
| 9    | 21 grudnia     | 【数量限定】歳末新春SUPERキャンペーン2022-2023スペシャルBlu-ray！ | 9WICP-007 | S1                         | Obraz wideo, tytuł został wydany w ograniczonej ilości i wyłącznie na Blu-ray | [ 303 ] |
| 2023 |                |                                                                   |           |                            |                                                                               |         |
| 10   | 5 stycznia     | Mayuki6 恋人は檸檬色                                              | REBD-709  | REbecca                    | Obraz wideo, dystrybucja rozpoczęła się tego samego dnia                      | [ 304 ] |
| 11   | 26 kwietnia    | 湯女美人                                                          | MBRBN-033 | マーレーインターナショナル | Obraz wideo, dystrybucja rozpoczęła się 20 grudnia                            | [ 305 ] |
| 12   | 18 sierpnia    | etoile                                                            | SS-090    | ファインピクチャーズ       | Obraz wideo, dystrybucja rozpoczęła się tego samego dnia                      | [ 306 ] |
| 13   | 28 listopada   | 今日も不倫の夢を見る                                              | OAE-244   | Air control                | Obraz wideo, dystrybucja rozpoczęła się 24 listopada                          | [ 307 ] |
| 2024 |                |                                                                   |           |                            |                                                                               |         |
| 14   | 12 marca       | この曲線美、好きですか？                                          | FWAY-011  | FAIR＆WAY                  | Obraz wideo, dystrybucja rozpoczęła się 8 marca                               | [ 308 ] |

## Nagrody i nominacje
| Rok  | Ceremonia                      | Kategoria                            | Nominowany                                                                                          | Rezultat   | Przy.   |
| ---- | ------------------------------ | ------------------------------------ | --------------------------------------------------------------------------------------------------- | ---------- | ------- |
| 2019 | FANZA Adult Award              | Nagroda dla Najlepszej Nowej Aktorki | Mayuki Ito                                                                                          | Nominacja  | [ 309 ] |
| 2020 | Elodemy Award (Weekly Playboy) | Nagrodę za Szczególne Osiągnięcia    | Mayuki Ito                                                                                          | Wygrana    | [ 310 ] |
| 2021 | FANZA Adult Award              | Nagroda dla Najlepszego Filmu        | このエロVRがすごい2020年下半期                                                                      | 2. miejsce | [ 311 ] |
| 2022 | Elodemy Award (Weekly Playboy) | Nagroda za Efekty Wizualne           | 【没入感MAX！完全主観＆バイノーラル録音】彼女の親友がバレたら絶体絶命な状況で中出しおねだり囁き誘惑 | Wygrana    | [ 312 ] |
| 2023 | GRAPHIS AWARD                  | Nagroda GRAPHIS za Najlepsze Gravure | Mayuki Ito                                                                                          | Wygrana    | [ 313 ] |